# Galie

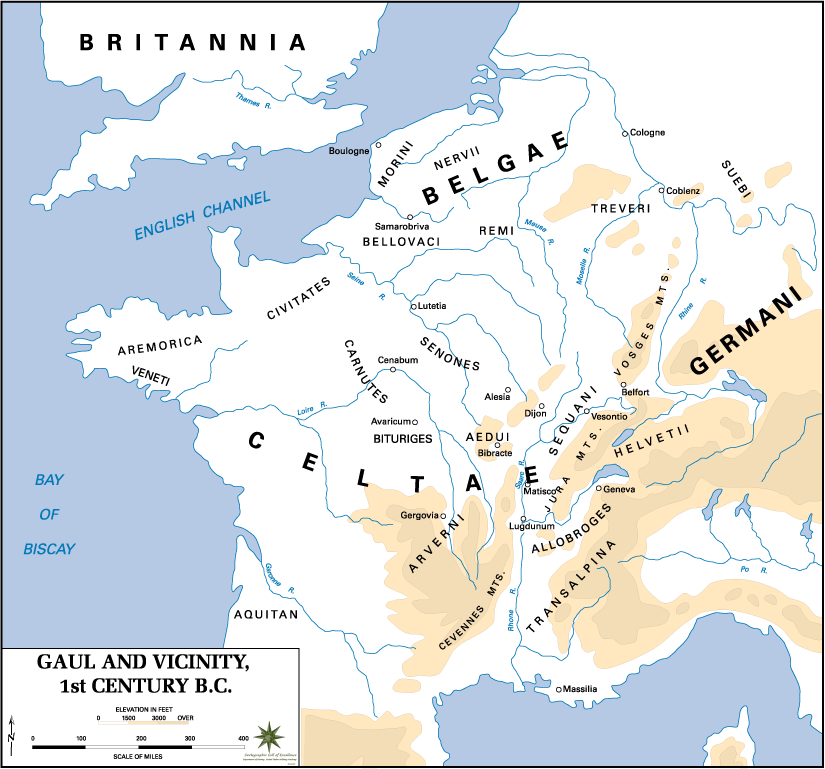
Mapa Galie z 1. století př. n. l., znázorňující přibližné rozmístění keltských kmenů.

Galie, latinsky Gallia, bylo ve starověku Římany užívané pojmenování dnešní Francie a přilehlých oblastí obývané převážně Kelty (latinsky Galli – Galové). Oblast vedle Francie zahrnovala území dnešní Belgie, severní Itálie, západního Švýcarska a části Nizozemska a Německa na levém břehu Rýna. Geograficky bylo toto území ohraničeno na západě Atlantským oceánem, na jihu Pyrenejemi a Středozemním mořem, na severu kanálem La Manche a na východě Rýnem a Alpami (až do 1. století př. n. l. bylo ke Galii přiřazováno i údolí Pádu).
První historická zmínka o Galii pochází z doby okolo roku 600 př. n. l., kdy řečtí osadníci založili na jižním pobřeží země kolonii jménem Massalia (dnešní Marseille). Pro samotné dějiny Galie jsou klíčové tři momenty: usídlení keltských kmenů na tomto území zhruba v 7. století př. n. l., završení římské anexe Galie Juliem Caesarem v 1. století př. n. l. a definitivní zánik římské moci v Galii, který se datuje do roku 486.
Římané rozdělili Galii na několik částí: první z nich byla Gallia Cisalpina („Předalpská“), jež byla neformálně nazývána Gallia Togata („v tóze oblečená“) a později se stala součástí Itálie, dále Gallia Narbonensis („Narbonská“), neoficiálně označována také jako Gallia Bracata („kalhotová“, podle tradičních dlouhých kalhot místních obyvatel) nebo jednoduše Provincia a nakonec Caesarem dobytá Gallia Comata („vlasatá“, kvůli dlouhým vlasům zdejších lidí). Po jejím dobytí se dělila na Gallia Aquitania („Akvitánská“), Gallia Lugdunensis („Lugdunská“, čili Lyonská) a Gallia Belgica („Belgická“).

## Etymologie
Ohledně původu označení této země existují značné pochybnosti, přičemž není jisté, zda bylo odvozeno z názvu nějakého domorodého kmene, či zda se jedná o exonymum. Keltský výraz *g(h)al- mohl podle některých názorů znamenat „silný“ či „mocný“ (jedinec) – „rek“, „hrdina“. Vyskytují se ovšem i spekulace, podle nichž mohlo být toto jméno převzato z názvu řeky Gallos, obdobně jako tomu bylo v případě pojmenování kmene Sekvanů, jež mělo svůj původ v hydronymu. Latinskému termínu Gallia se nápadně podobá starořecké označení Galatia (poprvé doloženo v díle historika Timaia z Tauromenia ze 4. století př. n. l.), které bylo patrně inspirováno barvou pleti Keltů (řecky Γαλάται, Galatai), která prý byla „bílá jako mléko“ (γάλα, gala – „mléko“). Pojem Gallia byl někdy spojován s latinským výrazem pro kohouta – gallus. Dnešní Francii se proto leckdy říká „země galského kohouta“.

## Před příchodem Římanů

### Dějiny Keltů v Galii

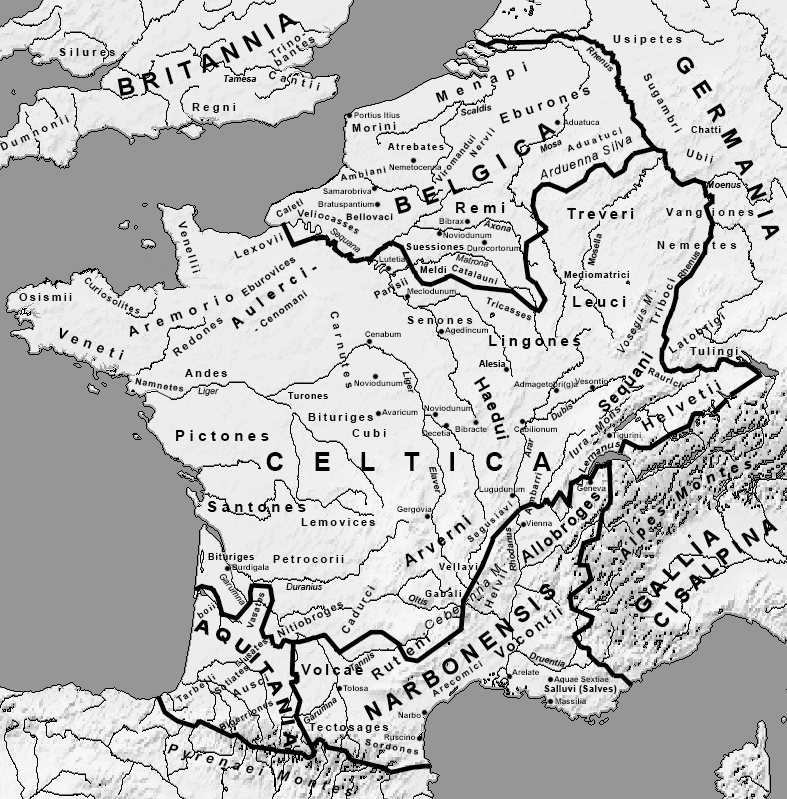
Mapa Galie kolem roku 58 př. n. l.; Předalpská Galie (severní Itálie), Gallia Narbonensis (jižní Francie) a Gallia Comata, jež sestává z území Akvitánů, Keltů a Belgů.

Zkoumání raných dějin Galie je veskrze záležitostí archeologie, neboť se dochovalo pouze nepatrné množství písemných pramenů vyhotovených obyvateli tohoto území. Hlavním zdrojem informací o Keltech v Galii bylo dílo Poseidónia z Apameie, z jehož spisů čerpali Timagenés, Julius Caesar, Diodóros Sicilský a zeměpisec Strabón. Mnoho poznatků o kultuře raných Keltů bylo získáno ze zemí ležících při horním toku Dunaje, ačkoli se přirozeně naskýtá otázka, zda a jak jsou tyto informace relevantní z hlediska kultury v Galii.
Zdá se, že Keltové nabyli mnoha svých dovedností (jako třeba zpracování železa) a některých rysů své kultury od národů a kmenů sídlících na Balkáně. Někteří vědci se domnívají, že kultura popelnicových polí představuje počáteční bod historie Keltů jakožto samostatné kulturní a jazykové větve indoevropských národů. Tato kultura dominovala střední a západní Evropě na konci doby bronzové, zhruba mezi léty 1200 až 700 př. n. l. Rozšíření znalosti zpracování železa vedlo následně k rozvoji tzv. halštatské kultury (zhruba 700 až 500 př. n. l.). Prakeltským jazykem, jenž byl společným předchůdcem všech známých keltských jazyků, se podle některých historiků hovořilo právě v období konečné fáze vývoje kultury popelnicových polí a v počátcích halštatské kultury. Z halštatské kultury se pozvolna vyvinula kultura laténská, k čemuž došlo zřejmě i v důsledku vlivu středomořských civilizací – obzvláště řecké a etruské. Laténská kultura se rozvíjela v době železné (po roce 450 př. n. l. až do dobytí Římany v 1. století př. n. l.) v prostoru západní a střední Evropy.
Zřejmě mezi léty 700 až 600 př. n. l. byla Galie osídlena keltskými kmeny. Převážně v pobřežní oblasti mezi Alpami a Apeninským pohořím si uchovali svoji svébytnost Ligurové, kteří splynuli s Kelty, čímž vznikla určitá forma kelto-ligurské kultury. Na jihozápadě Galie se dále nacházela sídla Akvitánů, kteří byli etnicky spřízněni s obyvateli Iberského poloostrova. Kromě těchto národů se v Galii na přelomu 7. a 6. století př. n. l. usadili také Řekové a Féničané. Ti na břehu Středozemního moře založili několik svých osad, jako byla řecká Massalia (dnešní Marseille) při ústí řeky Rhôny. Obyvatelé této řecké obce importovali do země luxusní zboží, včetně amfor, bronzových pohárů, etruské keramiky a drobných předmětů ze zlata, slonoviny a jantaru, které byly v hojném množství nalezeny v galských hrobech.
Původní oblast galského osídlení se rozprostírala od Zaalpské Galie až do údolí horního toku Dunaje. Podle starověkých historiků Livia a Polybia někdy kolem roku 400 př. n. l. začala rostoucí galská populace expandovat přes Alpy do údolí řeky Pádu, kde Galové nalezli značné zdroje potravy. V roce 387 př. n. l. (390 př. n. l.) napadli galští Senonové pod vedením náčelníka Brenna Řím, načež město dobyli, strašlivě vyplenili a nakonec vypálili. Během následujícího století představovali Galové pro Římany trvalou hrozbu. Avšak na počátku 3. století př. n. l. bylo nebezpečí ze strany Galů výrazně eliminováno a krátce před vypuknutím druhé punské války se Římané v roce 222 př. n. l. zmocnili Předalpské Galie. Po Hannibalově porážce se sice místní Galové postavili proti Římu, nicméně v roce 191 př. n. l. byli definitivně poraženi.

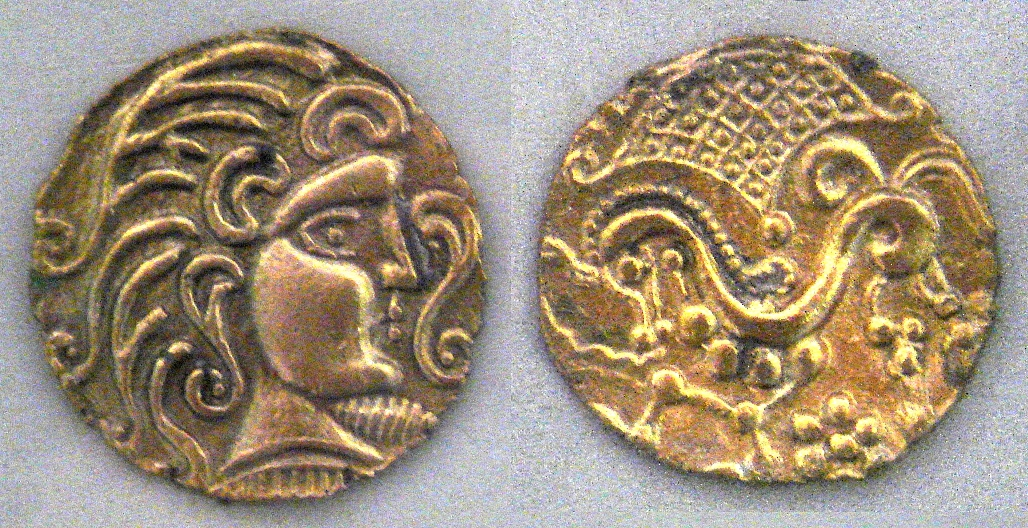
Zlatá mince kmene Parisiů

Ve 2. století př. n. l. zažila středomořská Galie značný hospodářský rozmach, doprovázený růstem zdejších sídel, zatímco hustě zalesněná severní Galie takřka úplně postrádala jakékoli známky městské civilizace, kromě několika hrazených sídlišť (oppidum) využívaných v časech války. Růst bohatství jižní Galie podnítil Římany, aby vyhověli žádosti občanů Massalie o ochranu před útokem koalice ligurských a galských kmenů. V roce 125 př. n. l. římské legie vedené konzulem Markem Fulviem Flaccem pronikly do jižní Galie. Během následujících čtyř let si Římané podmanili celou přímořskou oblast (v současnosti francouzská Provence) a zřídili zde provincii Gallia Narbonensis (původně Galie Zaalpská) podle kolonie Narbo Martius (Narbonne). Toto římské vítězství ukončilo období hegemonie kmene Arvernů v Galii.
Další etapa římských výbojů nastala za Julia Caesara, který se během galských válek (58 až 50 př. n. l.) zmocnil území mezi Rýnem a Pyrenejemi a podnikal expedice dokonce až do Británie a Germánie. Rozhodujícím okamžikem této války byla bitva o Alesii v roce 52 př. n. l., v níž Římané zdolali konfederaci galských kmenů sjednocených pod vedením Vercingetoriga, náčelníka Arvernů. Římské legie poté potlačily zbytky galského odporu, načež Caesar mohl římskému senátu oznámit „Gallia est pacata“ („Galie je podrobena“). V průběhu tohoto konfliktu zemřelo údajně kolem jednoho milionu obyvatel Galie (patrně každý čtvrtý Gal), další jeden milion byl zotročen, 300 kmenů bylo podrobeno a 800 měst zničeno. V Caesarově tažení proti Helvécům přišla o život více než polovina členů kmene a přibližně pětina upadla do otroctví. Po dobytí obleženého Avarica byla zmasakrována celá populace tohoto oppida (asi 40 000 lidí), což je dalším z mnoha dokladů římské krutosti.

### Společnost

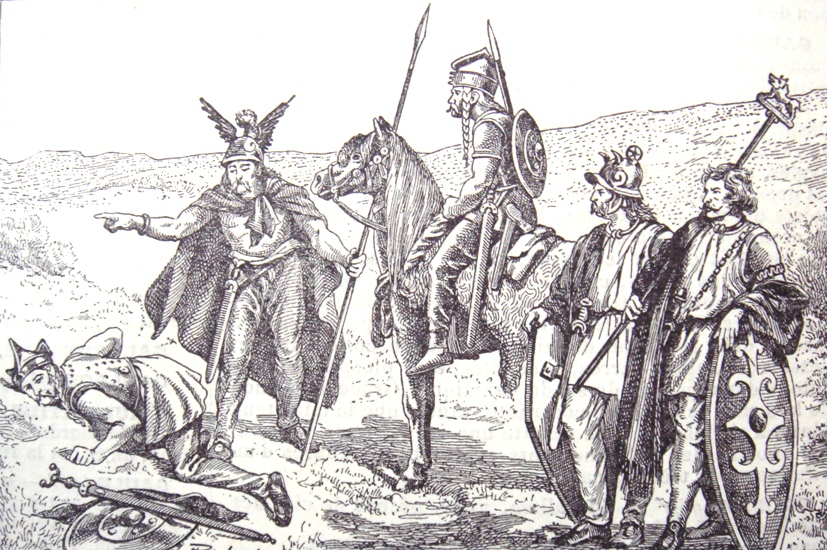
Galští válečníci, kresba z konce 19. století.

Galská společnost se dělila do třech tříd. Nejnižší postavení zaujímal prostý lid, zatímco privilegovaná pozice náležela druidům a válečnické šlechtě. Příslušníci první třídy tvořili bezprávnou a utlačovanou masu, přičemž mnozí z nich se nechávali najímat do služeb mocných jedinců z řad šlechty. Počet válečníků a sloužících byl hlavním kritériem při určování významu jednotlivých šlechticů. Ovšem jestliže šlechtic nedokázal ochránit zájmy svých stoupenců, mohl snadno pozbýt jejich důvěru. Před Caesarovou invazí prý docházelo téměř rok co rok ke střetům mezi ambiciózními vůdci těchto vojenských družin. Galové nacházeli obživu výhradně v zemědělství a žili v drobných rolnických usedlostech nebo vesnicích. Až do příchodu Římanů Galové nestavěli města a v případě nebezpečí se uchylovali do hrazených pevností, nazývaných oppida (singulár oppidum), jež byly budovány na vhodných kopcích. Okolo oppid byl vyhlouben příkop a zároveň byla obehnána dřevěnou palisádou či kamennou hradbou.
Základní organizační jednotkou společnosti byl rod nebo klan (cenedl). Několik těchto klanů tvořilo kmen, v jehož čele stála rada starších a náčelník. Třebaže kmeny představovaly poměrně stabilní politické útvary, Galie jako celek setrvávala ve stavu permanentní vnitřní roztříštěnosti, neboť povědomí vlastní etnické spřízněnosti bylo mezi jejími obyvateli velice nízké. Některým mocným náčelníkům se občas podařilo zajistit si oddanost předáků několika kmenů, i přesto se však Galové nedokázali nikdy plně sjednotit (s výjimkou krátké etapy na samém sklonku galské nezávislosti) a byli tudíž jen jakýmsi etnickým společenstvím. Dokonce i samotné vymezení Galie jako celistvého kulturního prostoru lze připsat spíše Římanům a Řekům, kteří tohoto pojmu užívali k označení území obývaného galskými kmeny. Nejednotnost Galů byla rozhodujícím faktorem, jenž nahrál podrobení země cizinci.
Někdy mezi léty 120 až 60 př. n. l. se mnoho regionů v centrální Galii začalo politicky organizovat v určité předstátní útvary, nepochybně v důsledku působení římské civilizace. V každé z těchto civitates (jak je nazval Caesar) se každoročně volil nejvyšší představitel. Aeduové užívali pro jedince obdařeného tímto postavením titul vergobret. Ten měl podobnou pozici jako náčelník, avšak musel se podřizovat rozhodnutím rady. Římští a řečtí autoři udávají, že těchto civitates (v podstatě kmenových svazů) bylo v Galii šestnáct. Civitates se dále členily v menší jednotky – pagi – jejichž centrem byla oppida. Řada z těchto pevností se proměnila v obchodní střediska, která začala prosperovat díky rozvíjejícímu se obchodu s Římany v Narbonensis. Mnohé galské civitates započaly rovněž s ražbou vlastních mincí.

### Náboženství

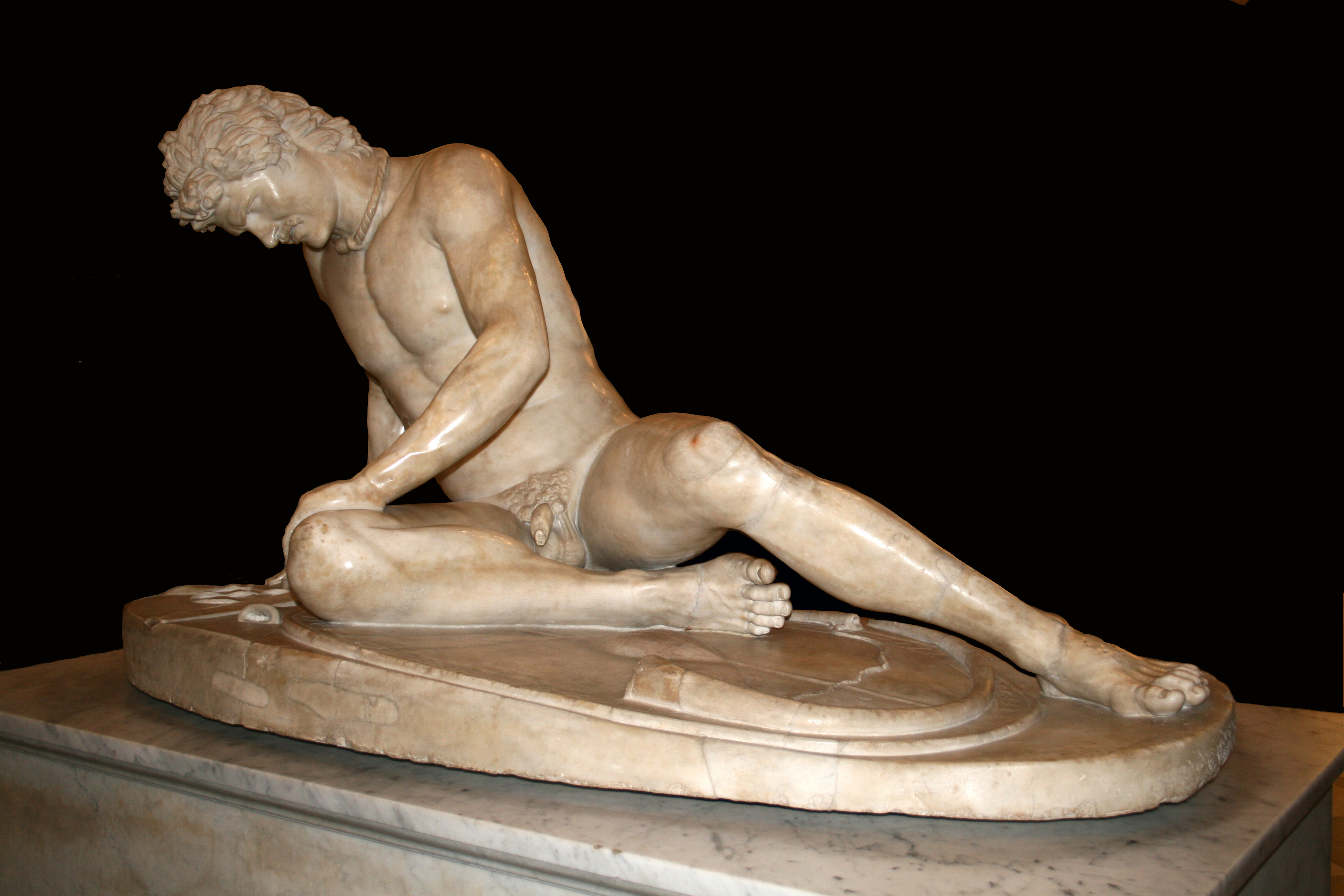
Umírající Gal, starověká římská mramorová kopie ztracené řecké sochy, vytvořené někdy mezi léty 230 až 220 př. n. l. na počest vítězství pergamského krále Attala I. nad Galaty.

Galské náboženství bylo polyteistické. Vyznačovalo se však i určitými prvky animismu, který připisoval lidské vlastnosti jezerům, vodním tokům, pramenům a posvátným hájům, v nichž Galové vykonávali své náboženské obřady. S výjimkou několika málo obzvláště významných míst Galové nestavěli žádné chrámy ani svatyně. Neobvyklé nebylo ani uctívání zvířat. Nejposvátnějším galským zvířetem byl kanec, kterého lze nalézt jako symbol na mnoha galských vojenských standartách a plnil tak podobnou funkci jako orel u Římanů.
Galové nedisponovali tak propracovaným systémem božstev, jaký měli Řekové nebo Římané, avšak existovali bohové, jež uctíval každý Gal, včetně kmenových či domácích bůžků. Jednotliví bohové byli víceméně převzati z primitivních božstev indoevropského původu. V dobách Caesarova příchodu prokazovali Galové největší úctu Toutatisovi („bůh kmene“), galskému ekvivalentu Merkura. Nejvyšší bůh galského náboženství se v latině nazýval Dis Pater („nebeský otec“), jenž byl ztotožňován s římským Jovem, případně Plutem. Kromě nich uctívali Galové další božstva, jako byla bohyně koní a úrody Epona, bůh války Esus, bůh světla Lugh, bůh hromu Taranis, bůh života a smrti Cernunnos a řada jiných bohů. V době římské nadvlády byla keltská božstva ztotožněna s římskými bohy, takže postrádáme úplnou představu o jejich charakteru a vlastnostech. Symbolickým ba přímo magickým znakem keltského resp. galského náboženství byla číslice tři. Galští bohové proto často vystupovali v triádách (například Toutatis-Teutates, Taranis, Esus).
Specifický rys galského náboženství reprezentovali kněží zvaní druidové (druides). O jejich původu panují značné nejasnosti. Jisté je, že druidové pečlivě střežili tajemství svých rituálů a v galské společnosti jim náleželo význačné postavení. Druidové dohlíželi na řádné provádění náboženských úkonů a poskytovali vzdělání synům galské šlechty. Rovněž směli uplatňovat jistou formu vyloučení či exkomunikace jednotlivců ze shromáždění věřících, což se ve starověké Galii rovnalo prakticky vyobcování ze společnosti. Dále si nárokovali právo rozhodovat o otázkách války a míru, čímž si zajišťovali i určitý politický vliv. Druidové věřili, že duše člověka nikdy nezemře, přičemž duch muže, jenž padl ve válce, přejde do jiného těla. Caesar se domníval, že právě tato víra byla příčinou nezměrné odvahy Galů v boji. Řekové a Římané se shodovali v tom, že součástí druidských obřadností bylo i obětování lidí, to ovšem není zcela prokázáno. Existují sice doklady o lidských obětech, nezdá se však, že by se jednalo o běžnou praxi.

### Kmeny
Nejpůvodnější informace o galských kmenech jsou obsaženy v Caesarových Zápiscích o válce galské. Podle Caesara byla celá Galie rozdělena do tří částí („Gallia est omnis divisa in partes tres“) obývaných Belgy, Akvitány a Galy. Belgové sídlili na severu a řeky Sequana (Seina) a Matrona (Marna) tvořily jižní hranici jejich země. Akvitáni žili v kraji mezi řekou Garumna (Garonna) a pohořím Pyreneje. Galové, kteří se ve vlastním jazyce nazývali Keltové, kontrolovali rozlehlou centrální oblast mezi Belgy a Akvitány. Tyto tři národy se podle Caesara lišily v řeči, zvycích i zákonech. Caesarovy údaje jsou v zásadě správné, nicméně v některých drobnostech neodpovídají zcela skutečnosti. Akvitáni se sice etnicky odlišovali od ostatních dvou národů (zřejmě se řadili k Vasconům, předkům Basků), avšak Galové a Belgové vykazovali mnoho společných rysů: měli světlou kůži, byli vysokého vzrůstu a velice družní. Boje se účastnili ve velkém počtu a mluvili stejným jazykem. Podle mínění některých historiků byli Belgové smíšeného keltského a germánského původu, avšak jejich etnická příslušnost dosud zůstává předmětem zkoumání. Akvitáni byli naproti tomu snědšího vzhledu a zdrženlivější jak v běžném životě, tak i ve válce.
Vůdčím kmenem mezi Belgy byli Remové (Remi), kteří obývali kraj okolo oppida Durocortorum (dnešní Remeš). Dalšími mocnými kmeny byli v dnešní střední Belgii sídlící Nerviové (Nervi), dále Treveři (Treveri) na západním břehu Rýna, Menapiové (Menapii) a Bellovakové (Bellovaci). Mezi řekami Seinou a Loirou (Liger) žili Senonové (Senoni) a Carnuti (Carnutes), jimž náleželo Cenabum (Orléans). Na jih od nich, poblíž oppida Avaricum (Bourges) měli svá sídla Biturigové (Bituriges). V Armorice (nynější Bretaň) sídlili Venetové (Veneti), kteří patřili mezi nejzdatnější námořníky v Galii. V oblasti kolem dnešního Dijonu se nacházelo teritorium Lingonů (Lingones). Východněji se pak rozkládalo území Sekvánů (Sequani), jejichž hlavním střediskem bylo Vesontio (Besançon). Střední Galii obývaly dva nejvýznačnější galské kmeny Caesarovy doby – Aeduové (Aedui), obývající kraj okolo Bibracte (Autun), a Arvernové (Arverni). Nejvýznamnější pevností Arvernů byla Gergovie. Z Akvitánie je známo především jméno Tarbellů (Tarbelli). V Gallii Narbonensis byli nejmocnějšími kmeny Allobrogové (Allobroges), Insubrové (Insubres) a Volkové (Volcae). V Gallii Cisalpině příslušelo dominantní postavení Bójům (Boii). Část z nich se na území dnešního Švýcarska později spojila s Helvéci (Helvetii).

## Římská Galie

### Romanizace

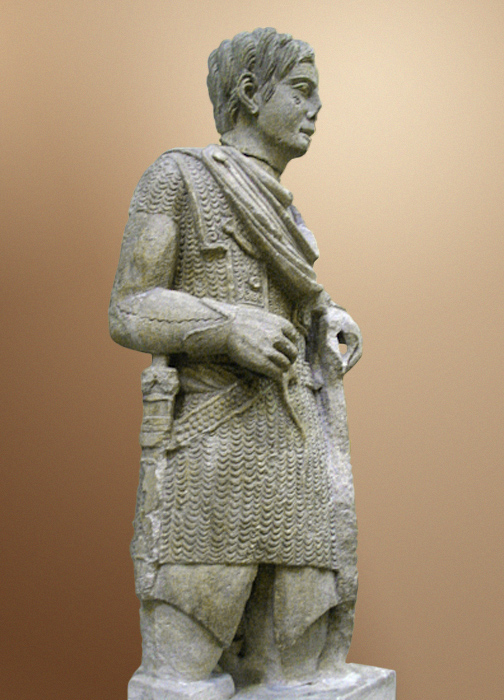
Válečník z Vachères, socha galského bojovníka oděného v římské zbroji (asi 1. století př. n. l.).

Celé Caesarem podmaněné území, často označované jako Gallia Comata nebo Tres Provinciae, rozdělil Augustus v roce 27 př. n. l. do tří provincií řízených císařskými místodržiteli s titulem legatus pro praetore. Gallia Aquitania sahala od Pyrenejí k řece Loiře. Gallia Lugdunensis se rozprostírala mezi řekami Seinou a Loirou, od Armoriky na západě až k Lugdunu na jihovýchodě; zatímco Gallia Belgica byla svým rozsahem takřka identická s někdejším územím Belgů na severu. Vlastní správa Galie byla vykonávána poněkud odlišným způsobem než v Itálii nebo v Narbonensis. Místní kmeny si podržely značnou míru autonomie, přičemž směly volit a vysílat své zástupce do společného galského sněmu, jehož prostřednictvím byla koordinována administrativa provincií.
K zajištění kontroly nad zemí postavili Římané v Galii síť vysoce kvalitních silnic a vodních cest. Budování těchto komunikací mělo především vojenský účel. Vytvoření infrastruktury však přineslo také řadu vedlejších efektů: vnitřní sjednocení Galie, vzrůst měst a vzestup hospodářství. V mnoha regionech záhy vyrostla četná svobodná města (Municipium|municipia), která byla budována podle římského vzoru a byla obdařena typicky římskými stavbami, jako byly veřejné lázně, fóra, radnice a chrámy. Významné množství těchto budov se zachovalo dodnes, obzvláště v jižní Francii, kde po sobě romanizace zanechala nejhmatatelnější stopu. Hlavním městem římské Galie se stalo Lugdunum (Lyon), náboženské středisko Galů. Dalšími významný centry byly Augusta Treverorum (Trevír), Samarobriva (Amiens), Lutetia Parisiorum (Paříž), Burdigala (Bordeaux), Vienna (Vienne) a Arelate (Arles). Hospodářství těchto obcí těžila z činností souvisejících s veřejnou správou, avšak jejich hlavním zdrojem příjmu byl obchod se zbožím vyrobeným řemeslníky. Drtivá většina obyvatelstva Galie se ale nadále věnovala zemědělství. Těžištěm zemědělské produkce byly římské villy – velkostatky vlastněné bohatými šlechtici, jejichž půdu obdělávali nájemní rolníci – kolóni.
Vládnoucí elity ve městech i na venkově si záhy osvojily římské mravy, kulturu i jazyk. Tři severní provincie nicméně přijímaly římskou civilizaci o poznání pomaleji než Gallia Narbonensis. Ta se v mnoha směrech odlišovala od zbytku Galie, neboť už více než půlstoletí před příchodem Caesara byla vystavena blahodárnému vlivu římské vlády a během této doby byla rychle romanizována. Pořímštění galské aristokracie bylo stvrzeno za císaře Claudia, který několik galských předáků zařadil do římského senátu a obdařil je posty ve správě a ve vojsku. Claudius také zakázal konání druidských obřadů a nechal vykácet posvátné háje.
Romanizace se pozvolna prosazovala i mezi nižšími společenskými vrstvami. Její šíření bylo dále podporováno velkorysým udělováním římského občanství. Svou roli v tomto procesu sehrála také přitažlivost vyspělé římské civilizace. Latina, která byla zavedena jako úřední jazyk, časem nahradila galštinu. Ovšem příměsi domácích galských nářečí vedly tak jako v jiných římských provinciích ke vzniku vulgarizované formy latiny, z níž se zde mnohem později vyvinul francouzský jazyk. Taktéž místní kultura se rozvinula v podivuhodnou syntézu galských a římských elementů, jejímž výsledkem byla galorománská kultura. Římské kulty, včetně horlivě přijímaného obřadu uctívání císaře (jenž měl vést k těsnějšímu připoutání provincií k Římu), postupně vytlačily staré keltské náboženské praktiky druidů. Domácí bohové postupem doby zcela splynuli se svými římskými protějšky. Navzdory romanizaci si ale Galové i nadále uchovávali svoji identitu. Ještě ve 3. století byla uctívána keltská božstva, keltské míry a váhy nahradily římské měrné jednotky. Galie byla až moc rozlehlá a hustě obydlená na to, aby zcela ztratila svoji jedinečnost. Kromě toho byla tato zemědělsky orientovaná země příliš vzdálená od Středomoří a Itálie. Galštinou se v některých odlehlejších krajích hovořilo zřejmě i ve 4. století.

### Počátky křesťanství, příznaky krize

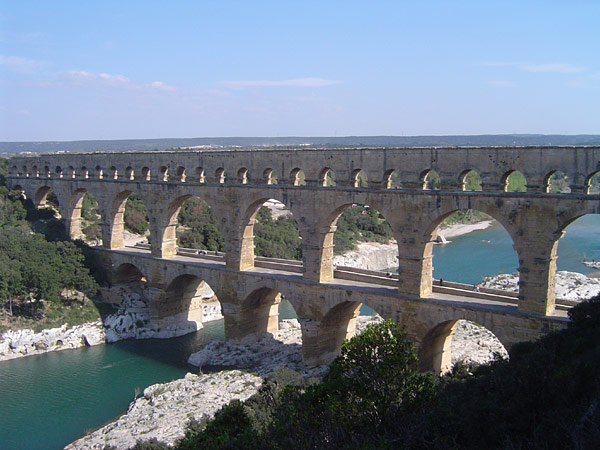
Akvadukt Pont du Gard

Následkem romanizace bylo pevné a dobrovolné začlenění Galie do římského politického systému. V prvních dvou staletích našeho letopočtu sice docházelo k občasným vzpourám, jako bylo povstání Batávů vedené Juliem Civilem v roce 69. Nicméně vůdcové těchto rebelií byli romanizovaní šlechtici s římskými jmény a římským občanstvím, kteří se nestavěli ani tak proti římské nadvládě, jako spíše proti římským císařům. Někdy kolem roku 90 vyčlenil Domitianus z galského území na Rýně dvě pohraniční provincie – Horní Germánii a Dolní Germánii, přičemž v první z nich byl budován systém opevnění na ochranu před germánskými útoky – Limes Romanus.
Koncem 2. století se v Galii začala prosazovat různá orientální náboženství, spolu s křesťanstvím, které se uchytilo především ve městech. Naproti tomu na venkově se křesťanství rozšiřovalo jen velmi pomalu. Římské autority se navíc bránily této nové víře a příležitostně se jí pokoušely potlačit. Teprve dlouho po zhroucení římské vlády byla Galie zcela christianizována.
Během krize říše ve třetím století započal pomalý úpadek římské Galie. Počet obyvatel poklesl kvůli epidemiím a neúrodám. Živořící venkovské obyvatelstvo odcházelo do měst, čímž byla ještě více oslabena zemědělská produkce – hlavní zdroj bohatství Galie. Souběžně s tím se snižovaly i příjmy státu z daní. V celé Galii se rozmohlo řádění bagaudů, tlup ozbrojených rolníků, kteří pustošili venkovské oblasti. Nedostatek pracovních sil přiměl velké pozemkové vlastníky usilovat o připoutání kolónů k půdě, zatímco císařové zvyšovali daně a utužovali státní správu. Těmito opatřeními se ale dopady krize ještě stupňovaly. V padesátých letech 3. století se zintenzívnily vpády germánských kmenů, v prvé řadě Franků a Alamanů, za rýnskou hranici. Frankové v těchto letech pronikli hluboko do Galie až k Pyrenejím a odsud dále na jih. Po roce 259 se Galie pod vedením uzurpátora Postuma oddělila od římského státu. Vznikl nezávislý politický útvar nazývaný galské císařství, k němuž náležely také Hispánie a Británie. Jeho existence vzala zasvé teprve v roce 273, když se Tetricus vzdal císaři Aurelianovi, načež byla Galie opět integrována do římské říše.

### Galie v době pozdní antiky
Císař Diocletianus reorganizoval kolem roku 300 galské provincie do dvou diecézí: Septem Provinciarum a Galliae, které se staly součástí prefektury Galliae. V přední galské město se již za Diocletiana a zvláště za Konstantina I. Velikého vyvinula Augusta Treverorum, která sloužila jako císařská rezidence a po určitou dobu tak fungovala jako jedno z nejdůležitějších politických center římské říše. Od poloviny 4. století byla Galie stále častěji vystavována nájezdům a drancování Germánů, kteří byli na krátko zpacifikováni císařem Julianem. Počátek stěhování národů, v závěru téhož století, však znamenal konec dlouhého období míru a blahobytu a vedl k zásadním politickým a vojenským změnám.
V roce 406 pronikli do Galie Svébové, Vandalové a Alani. Po nich následovali Vizigóti, Burgundi a Alamani, přičemž první z nich byli v roce 418 usazeni v Akvitánii jakožto foederati ve službách římských císařů. To jim ale nebránilo v tom, aby začali rozšiřovat svoji doménu do celé jižní Galie. Už před nimi obdrželi stejný status Frankové na severu. Kolem poloviny 5. století si Keltové prchající z Británie podmanili Armoriku, jež je od těch dob známá jako Bretaň. V roce 451 spojené síly Římanů a Germánů vedené Aetiem odrazily Huny v čele s Attilou v bitvě na Katalaunských polích. Přesto přibližně mezi léty 455 a 475 nastal nevyhnutelný kolaps římské Galie, když si jednotlivé kmeny na jejím území založily vlastní suverénní království. Po zániku západořímské říše se Galoromán Syagrius pokusil uhájit zbytky římské moci na severu země, avšak v roce 486 byl poražen náčelníkem sálských Franků Chlodvíkem, čímž římská vláda v Galii definitivně skončila.
Římská kultura v Galii přečkala i tyto těžké časy díky společné snaze galorománské šlechty a Římskokatolické církve. Nejvýznamnějšími představiteli tohoto období byli kromě jiných Ausonius, Sidonius Apollinaris a Řehoř z Tours. Rovněž vizigótská a franská šlechta usilovala o zachování římských politických a kulturních tradic. Nicméně galorománská kultura pozvolna ztrácela svůj antický charakter a nejpozději od poloviny 6. století je proto v Galii možné hovořit o počátku raného středověku. Pojmy Galie a galský byly užívány až do konce vlády merovejských králů franské říše. Během panování Karlovců ale tyto termíny pozvolna nahradil výraz Francia resp. Francia occidentalis, z čehož se nakonec vyvinulo slovo France – Francie.